# Шімал ДРЕС
40°29′56″ пн. ш. 50°12′32″ сх. д. / 40.498888888889° пн. ш. 50.208888888889° сх. д.
Шімал державна районна електростанція (азерб. Şimal İstilik Elektrik Stansiyası) — теплова електростанція Азербайджану. Розташована в Баку. З одного центру здійснюється управління двох електростанцій «Шімал-1» та «Шімал-2». Загальна потужність - 5,7 мільярда кіловат-годин електроенергії на рік. Дві електростанції забезпечують 20% виробництва електроенергії по всій Азербайджанській Республіці та близько 40-50% - по Баку та Апшеронському півострові.

## «Шімал-1»
«Шімал-1» було здано в експлуатацію у дві черги. Перша черга – у 1950 році, але була виведена з експлуатації у 1988 році. 1998 року було залучено інвестиції для другої черги. У 2000 році було закладено фундамент станції «Шімал-1», яку здали в експлуатацію в 2002.

## «Шімал-2»
Фундамент електростанції «Шімал-2» було закладено у 2011 році на території 104,9 гектара у селищі Шювалан. Електростанцію здано в експлуатацію 5 вересня 2019 року. У церемонії взяли участь Президент Азербайджану Ільхам Алієв, голова ВАТ «Азеренержі» Баба Рзаєв, парламентський віце-міністр закордонних справ Японії Кендзі Ямада, посол Японії в Азербайджані Теруюкі Каторі.

## Дивись також
- Енергетика Азербайджану
- Список електростанцій Азербайджану
- Міністерство енергетики Азербайджану

## Виноски
1. ↑  https://minenergy.gov.az/en/elektroenergetika/azerbaycan-energetika-sisteminde-ve-musteqil-fealiyyet-gosteren-elektrik-stansiyalarinin-siyahisi
2. ↑  Список электростанций Азербайджана (рос.). ternopilinfo.in.ua. Процитовано 11 вересня 2019.[недоступне посилання з грудня 2021]
3. ↑  Энергетика в Азербайджане (рос.). HiSoUR История культуры. 2 серпня 2018. Архів оригіналу за 29 листопада 2021. Процитовано 11 вересня 2019.
4. ↑  «Азерэнержи» показало журналистам электростанцию «Шимал-2» - Фото (рос.). haqqin.az. Архів оригіналу за 29 листопада 2021. Процитовано 11 вересня 2019.
5. ↑  Президент Ильхам Алиев принял участие в церемонии сдачи в эксплуатацию электростанции «Шимал-2» в Баку Обновлено видео (рос.). azertag.az. Архів оригіналу за 29 листопада 2021. Процитовано 11 вересня 2019.